# St. Martin (Wendhausen)

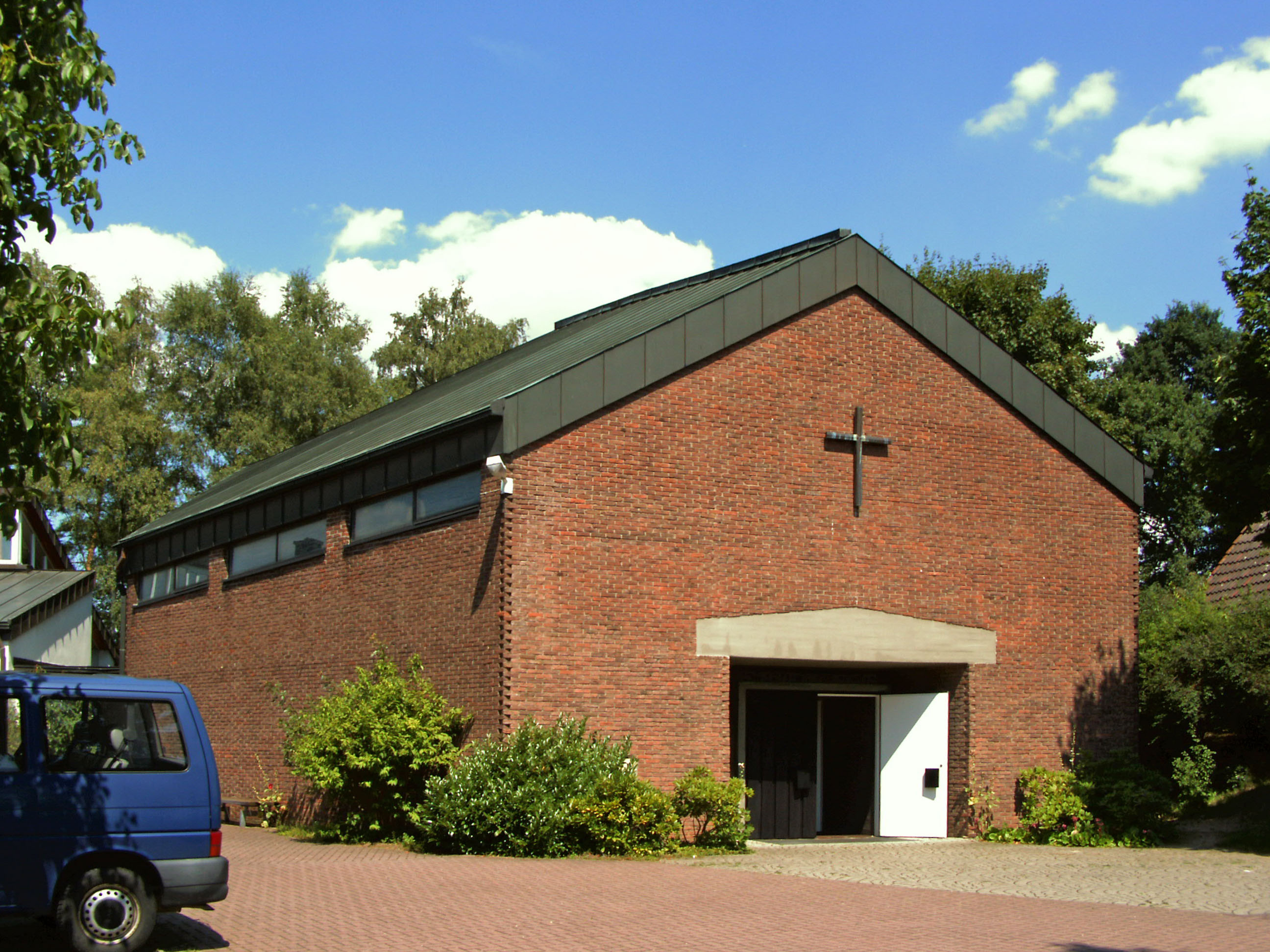
St.-Martin-Kirche

Die Kirche Sankt Martin ist die römisch-katholische Kirche in Wendhausen, einem Ortsteil der Gemeinde Lehre im Landkreis Helmstedt in Niedersachsen. Die nach dem heiligen Martin von Tours benannte Kirche gehört zur Pfarrgemeinde St. Marien mit Sitz im Braunschweiger Stadtteil Querum, im Dekanat Braunschweig des Bistums Hildesheim.

## Geschichte
Als infolge des Überfalls auf Polen durch das Deutsche Reich und den damit beginnenden Zweiten Weltkrieg Frankreich am 3. September 1939 Deutschland den Krieg erklärte und zwei Tage später eine Offensive gegen das Saargebiet begann, wurden Saarländer aus dem Bistum Trier in das Innere des Reichsgebietes evakuiert. Infolgedessen fanden seitens der Propsteigemeinde St. Nicolai (Braunschweig) bereits bis 1940 im seit der Reformation evangelisch-lutherisch geprägten Wendhausen katholische Gottesdienste statt, die in der evangelischen Kirche abgehalten wurden.
Durch die Flucht und Vertreibung Deutscher aus Mittel- und Osteuropa stieg die Zahl der Katholiken in Wendhausen und den umliegenden Ortschaften ab 1946 wieder erheblich an. Die meisten Heimatvertriebenen kamen aus Schlesien. 1946 wurde in Lehre eine Seelsorgestelle eingerichtet, erster Priester war Pfarrer Erich Heimann. Zur Pfarrvikarie gehörten die Dörfer Beienrode, Bevenrode, Dibbesdorf, Essehof, Flechtorf, Groß Brunsrode, Hondelage, Hordorf, Klein Brunsrode, Lehre und Wendhausen.
Zunächst wurde in Wendhausen im Neubaugebiet am Dettmersberg 1950/51 ein Pfarrhaus erbaut, in dessen Keller eine Kapelle eingerichtet wurde. Für die Katholiken in den anderen zur Pfarrvikarie Wendhausen gehörenden Ortschaften fanden die Gottesdienste in mehreren Gasthäusern dieser Dörfer statt.
Am 16. April 1962, dem Palmsonntag, erfolgte die Grundsteinlegung der Kirche durch Generalvikar Adalbert Sendker (1912–1993). Am 1. April 1962 wurde die bisherige Pfarrvikarie Wendhausen zur Kuratie erhoben. Zu diesem Zeitpunkt schied die Ortschaft Bevenrode aus der Pfarrvikarie Wendhausen aus und wurde der Pfarrei Querum angeschlossen. Am 16. Dezember 1962, dem 3. Adventssonntag, folgte die Konsekration der Kirche durch Weihbischof Heinrich Pachowiak. Neben dem heiligen Martin wurde die heilige Maria Nebenpatronin. Damals gehörten rund 1100 Katholiken zur Kuratie Wendhausen.
Nach der Liturgiereform des Zweiten Vatikanischen Konzils wurde der Altarraum von Ende 1969 an umgestaltet, am 7. März 1971 wurde der umgebaute Altar durch Bischof Heinrich Maria Janssen wieder konsekriert.
Am 1. Dezember 1985 wurde die Kirchengemeinde zur Pfarrei erhoben. Durch die günstige Lage der Kuratie Wendhausen zwischen den Großstädten Braunschweig und Wolfsburg war die Zahl der Katholiken bis zu diesem Zeitpunkt auf weit über 2000 angewachsen. Am 13. April 1986 bekam die Pfarrei Wendhausen mit Hl. Don Bosco eine Filialkapelle im etwa zwei Kilometer entfernten Nachbarort Hondelage, wo die meisten Katholiken der Pfarrei Wendhausen wohnten.
Seit dem 1. November 2006 gehört St. Martin als Filialkirche zur Pfarrgemeinde St. Marien, die Pfarrei Wendhausen wurde zu diesem Zeitpunkt aufgehoben. Zur Pfarrei Wendhausen gehörten zuletzt knapp 2200 Katholiken.

## Architektur und Ausstattung
Die turmlose Kirche wurde nach Plänen des Architekten Philipp aus Braunschweig erbaut, sie steht in knapp 81 Meter Höhe über dem Meeresspiegel auf dem Grundstück Am Dettmersberg 20. Das Gotteshaus wird durch ein Portal an der Südseite erschlossen und verfügt über 168 Sitzplätze. Ein Mosaik an der Rückwand des Altarraums zeigt das Abendmahl Jesu. Zur Innenausstattung der Kirche gehören auch eine Darstellung des heiligen Martin und ein 1963 erworbener Wandteppich mit einem Pietà-Bild. Der Kreuzweg von 1965 umfasst 15 Stationen, die letzte Station stellt die Auferstehung Jesu Christi dar. In einer Wandnische befindet sich der Marienaltar.